# ORP Jastrząb
Lo ORP Jastrząb fu un sommergibile della Marina militare polacca. Costruito originariamente per la United States Navy ed entrato in servizio nel luglio 1923 con il nome di USS S-25, il battello servì nel corso del periodo interbellico in operazioni di addestramento nelle acque tanto dell'oceano Atlantico quanto dell'oceano Pacifico.
Dopo lo scoppio della seconda guerra mondiale, nel novembre 1941 il battello venne ceduto dagli Stati Uniti d'America al Regno Unito, venendo quasi subito da questo trasferito  alle forze navali del Governo in esilio della Polonia. Assegnato alle missioni di scorta dei "convogli artici", il sommergibile andò tuttavia perso già alla sua prima missione di guerra: scambiato da unità navali alleate per un sommergibile tedesco, lo Jastrząb fu affondato da fuoco amico il 2 maggio 1942 nelle acque del Mare di Barents.

## Storia

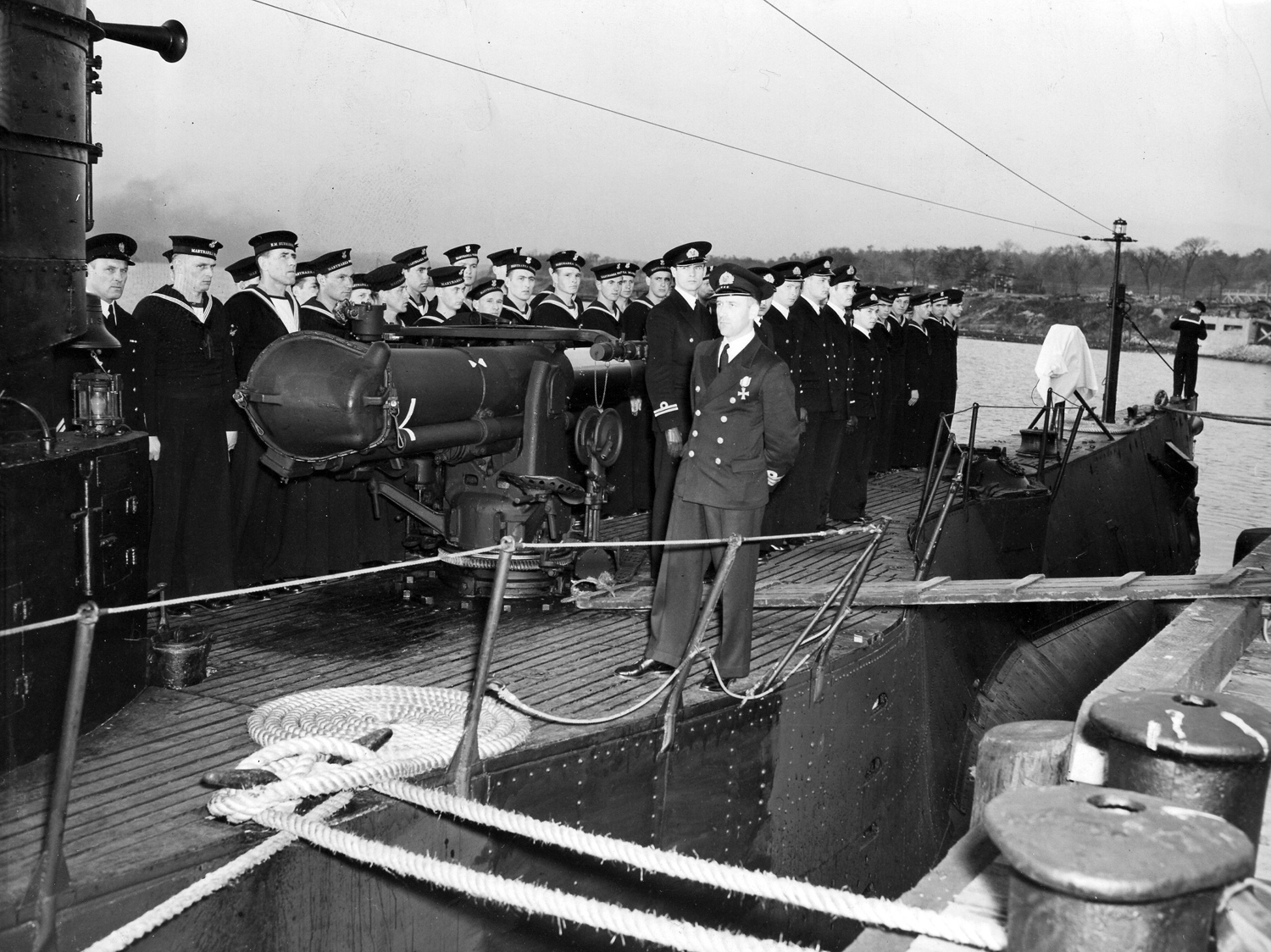
L'equipaggio polacco schierato sul ponte del battello durante la cerimonia di cessione del sommergibile nel novembre 1941

Impostato nel cantiere Fore River Shipyard di Quincy in Massachusetts il 26 ottobre 1918, il battello venne varato il 29 maggio 1920 con la designazione di S-25, per poi entrare in servizio con la United States Navy il 9 luglio 1923. Dislocato inizialmente nella base di New London lungo la costa dell'oceano Atlantico, il sommergibile svolse tra il gennaio e l'aprile 1924 manovre di addestramento nelle acque del mar dei Caraibi e della Zona del Canale di Panama. Trasferito sulla West Coast, il sommergibile trascorse gli anni 1920 e gli anni 1930 svolgendo svariate operazioni di addestramento nelle acque della California meridionale, di Panama e delle Hawaii, facendo base nei porti di San Diego e di Pearl Harbor.
Il 16 giugno 1939 l'S-25 lasciò Pearl Harbor per intraprendere il viaggio di rientro sulla East Coast via canale di Panama, arrivando a New London il 25 agosto seguente. Dopo un ciclo di lavori di manutenzione, nel febbraio 1940 il battello fu impiegato per test ed esperimenti nella base di New London fino a dicembre, quando fu spostato a Key West in Florida e impiegato come unità per l'addestramento degli equipaggi. Nel maggio 1941 l'S-25 fu richiamato a New London in quando, secondo i termini della "Legge degli affitti e prestiti", ne era stata decisa la cessione a favore del Regno Unito; il 4 novembre 1941 il battello fu ufficialmente radiato dai ranghi della U.S. Navy e contestualmente passato in forza alla Royal Navy britannica, assumendo la designazione di HMS P-551. A causa di una certa carenza di equipaggi sommergibilisti addestrati in seno alla marina britannica in quel momento, venne deciso quasi subito di girare il battello alle forze navali del Governo in esilio della Polonia e l'unità passò quindi alla Marina militare polacca assumendo il nome di ORP Jastrząb ("aquila" in lingua polacca).
L'11 novembre 1941 lo Jastrząb lasciò New London per dirigere, via Terranova, in Gran Bretagna, arrivando nella base del Firth of Clyde il 2 dicembre seguente. Dopo una sosta in cantiere a Blyth nel gennaio 1942 per svolgere lavori di manutenzione, lo Jastrząb si trasferì il 21 marzo 1942 nella base di Holy Loch in Scozia, svolgendo alcune manovre di addestramento prima di essere destinato alle operazioni belliche lungo al rotta dei "convogli artici" tra il Regno Unito e il nord della Russia.
Distaccato nella base avanzata di Lerwick, il 25 aprile 1942 lo Jastrząb salpò per la sua prima missione di guerra, la copertura a distanza del convoglio PQ-15 diretto da Reykjavík a Murmansk. Poco dopo le 20:00 del 2 maggio seguente, mentre il battello procedeva in immersione nelle acque del Mare di Barents a nord della Norvegia, lo Jastrząb fu individuato dagli apparati sonar di due unità di scorta del convoglio PQ-15, il cacciatorpediniere norvegese St. Albans e il dragamine britannico HMS Seagull: probabilmente per un errore di navigazione che lo aveva spinto in una zona indicata come pattugliata dal nemico, lo Jastrząb fu scambiato per un sommergibile tedesco e quindi fatto oggetto subito di un attacco con bombe di profondità da parte delle due unità alleate. Gravemente danneggiato, il battello riuscì a riemergere e fu evacuato dai membri dell'equipaggio, anche se cinque dei quali rimasero uccisi in questo incidente di fuoco amico; mentre le due unità alleate, accortesi dell'errore, prendevano a bordo i superstiti, lo scafo del sommergibile affondò nella posizione 71° 30' N, 12° 32' E.